# Sariel
Sariel (aramejski: זהריאל, grecki: Ατριήλ "rozkaz Boży") jest jednym z archaniołów głównie z tradycji judaistycznej. Inne możliwe wersje jego imienia to Suriel, Suriyel (w niektórych tłumaczeniach z basenu Morza Martwego), Esdreel, Sahariel, Juriel, Seriel, Sauriel, Surya, Saraqael, Sarakiel, Jariel, Suruel, Surufel i Sourial. 
Suriel bywa utożsamiany z Arielem i Metatronem i Urielem. W I księdze Henocha, jest on jednym z czterech świętych archaniołów, który jest "wieczności drżeniem". W tradycji kabalistycznej, jest on jednym z siedmiu aniołów na Ziemi. Orygenes identyfikuje Suriela jako jednego z aniołów którzy są pierwotnymi mocami, Z kolei T. Gaster (DeaG Sea Scriptures) utożsamia Sariela z Urielem. Jego wspomnienie w kalendarzu koptyjskim Kościoła Prawosławnego obchodzone jest w dniu 27 Tubah. Podobnie jak Metatron, Suriel jest księciem bytności oraz jak Rafał, aniołem uzdrowienia. Jest on również życzliwym aniołem śmierci (jednym z niewielu). Suriel został wysłany, aby odzyskać duszę Mojżesza. Mówi się, że Mojżesz otrzymał całą swoją wiedzę od Sariela. W okultyzmie Sariel jest jednym z dziewięciu aniołów letniego zrównania dnia z nocą, a jego imię uważa się za niezwykle skuteczny amulet przeciwko urokowi ("złemu oku"). Sariel jest aniołem zodiaku rządzącym znakiem Barana, a także aniołem, który objaśnia bieg Księżyca, co swojego czasu uważane było za "wiedzę zakazaną".